# تئودور لیپس
تئودور لیپس (۱۸۵۱–۱۹۱۴) (به آلمانی: Theodor Lipps) فیلسوف و روان‌شناس آلمانی. او به عنوان یکی از رهبران اصلی جریان روان‌گرایی (Psychologismus) در آلمان و یکی از برجسته‌ترین فیلسوفان زمان خود شناخته می‌شد. لیپس در سال ۱۹۱۳ دانشکده‌ی روان‌شناسیِ دانشگاه مونیخ را تأسیس کرد. او خود را پدیدارشناس می‌دانست.

## علم تجربه‌درونی در فلسفهٔ تئودور لیپس

### تعریف جدید فلسفه
تئودور لیپس، فیلسوف آلمانی، در اواخر قرن نوزدهم، فلسفه را به‌طور کلی به عنوان علم تجربه درونی یا علم روح تعریف کرد. او معتقد بود که فلسفه باید به بررسی و توصیف روابط بنیادی بین تفکر، احساس و اراده در درون چهار حوزه سنتی فلسفه، یعنی روان‌شناسی، معرفت‌شناسی، منطق و زیبایی‌شناسی بپردازد.

### موضوعات محوری فلسفهٔ لیپس
موضوعات مرکزی فلسفهٔ لیپس بر اساس تفکر، احساس و اراده بنا شده‌اند. او این موضوعات را از موضوعات سایر علوم متمایز می‌دانست.

### نحوهٔ رسیدن به فلسفهٔ علمی
لیپس معتقد بود که تنها راه رسیدن به یک مفهوم ارزشمند و کاربردی از فلسفه تمرکز بر تجربه درونی است.
او استدلال می‌کرد که تنها واقعیتی که انسان‌ها به‌طور مستقیم می‌شناسند، تجربهٔ حسی و احساسی آنهاست.
بر اساس این دیدگاه، انسان‌ها با تکیه بر: تجربیات، احساسات، ادراکات، خاطرات، و تعامل خود با اشیاء و دنیای اطراف، جهان خود را می‌سازند.
این امر، به همراه تجربه درونی آگاهی از عقل، منجر به کسب دانش و امکانِ قضاوت می‌شود.

## نقد دیدگاه لیپس
ادموند هوسرل، فیلسوف برجستهٔ هم‌عصر لیپس، با رویکرد او مخالف بود و آن را روان‌گرایانه می‌دانست. هوسرل معتقد بود که تجربه درونی و تجربیات فردی برای پایه‌گذاری یک فلسفهٔ علمی مناسب نیستند.
او در نقدِ لیپس، بر محتوای عینی و مشاهدهٔ ماهیت تأکید می‌کرد و با استفاده از تحلیل‌های منطقی، به خصوص در مورد قضاوت‌های ریاضی، استدلال می‌کرد که ذهن باید خود را با واقعیت عینی تطبیق دهد، نه اینکه واقعیت بر اساس «ذهن» شکل بگیرد، آن‌طور که لیپس در مطالعات خود نتیجه‌گیری کرده بود.